# Potamothrissa whiteheadi
Potamothrissa whiteheadi és una espècie de peix pertanyent a la família dels clupeids.

## Descripció
- Pot arribar a fer 4,7 cm de llargària màxima.
- 12-18 radis tous a l'aleta dorsal i 16-27 a l'anal.[4][5]

## Hàbitat
És un peix d'aigua dolça, pelàgic i de clima tropical (2°S-5°S).

## Distribució geogràfica
Es troba a Àfrica: riu Hombo (afluent del riu Luhoho a la conca del riu Congo).

## Observacions
És inofensiu per als humans.